# どこでもいっしょ
『どこでもいっしょ』は、1999年7月22日にソニー・コンピュータエンタテインメント（現：ソニー・インタラクティブエンタテインメント）が発売したPlayStation用ゲームソフト。また、そのシリーズ作品。通称「どこいつ」。

## 概要
PlayStationを使ったゲーム内のキャラクターとのコミュニケーションソフト。「ポケピ」（ポケットピープルの略）と会話を楽しんだり、言葉を教えたりしてコミュニケーションをはかっていく。
最初にPlayStationを使ってソフト内の画面から5種類のポケットピープルの中で好きなキャラクターを選びPocketStationにダウンロードすることで、選んだポケピがPocketStationの中で内蔵時計の時間に合わせながら生活を始める。
特筆すべき点はPocketStationとの連動がゲームの基本になっている点である。ポケピはPocketStationの中に常時おり、PlayStation未使用時でも、PocketStationを持ち運ぶ事によって外出時でもポケピとコミュニケーションをとることが可能である。さらにPocketStation内蔵の赤外線通信機能を使う事で、友人と名刺交換が出来たり、しりとり遊びが可能になったりする。
PocketStationを全面に押し出したコミュニケーション機能とポケピという愛らしいキャラクターに人気が集まり、発売直後にはソフト・PocketStation共に売り切れる店が続出した。1999年には通産省マルチメディアグランプリ1999を、2000年には第4回日本ゲーム大賞を受賞。また派生作品を始め、オリジナルグッズやどこでもいっしょキャラバージョンのパッケージのPlayStationなどが発売され、2010年現在でも各種コラボレーション企画やイベントが展開されるなど、人気は根強い。2009年7月で誕生10周年を迎えた。
ゲーム自体も2000年にPlayStation the Bestとして廉価版で発売された。また、2013年12月3日にはPlayStation Vita（Vita TV対応）向けにゲームアーカイブスとして『こねこもいっしょ』とセットにした『「どこでもいっしょ」「こねこもいっしょ」パック』の配信を開始している。なお、Vita上で遊ぶ場合にはPocketStationをVita上で再現したアプリ「PocketStation for PlayStation Vita」のインストールが必要となる。
なお、初代どこでもいっしょならびに『iモードもいっしょ』のパッケージにトロと一緒に映っている女性は当時のSCE広報で、2008年現在は開発者の一人である荒木令奈である。『こねこもいっしょ』のパッケージの少女は荒木の幼少時の写真を使った。

### PSP版・どこでもいっしょ
2004年には、PlayStation Portable版としてリメイクされた（2005年にPSP the Bestとして廉価版が発売）。
どこでもいっしょ5周年企画第3弾として発売され、漢字入力が可能になったほか、PocketStationでは機能が少なかったグラフィック面を強化、また過去のシリーズ作品の要素がふんだんに盛り込まれており、5人のポケピの以外の派生作品で登場したポケピが（絵日記や背景などで）総登場したり、辞書機能（『私なえほん』）やおウチ以外の場所にお出かけできるようになった（『トロと休日』）。
教えた言葉が背景に反映されたり（『トロと流れ星』）、言葉に関係付けをさせたりするところ（『トロといっぱい』）など、これまでのシリーズ作品の集大成が詰まっている（他方、初代版にあった「おくりもの」機能は削除された。また、同じく初代にはあったお部屋の環境音がカットされている）。
無線通信機能を使って名刺交換やしりとりなどを可能にするなど、PSPの機能を活用した作品となった。

## 主要キャラクター
トロ（本名：井上トロ）
5月6日生まれ。A型。好物は中トロ、しゃこ、なっとう巻き。人間になる事を夢見るネコ。言葉をたくさん覚えればいつかは人間になれると信じており、何でも知りたがろうとする。無邪気だが、寂しがり屋で甘えん坊。おませでちょっとエッチな話や恋愛の話に興味がある。また、かなりのコワがりでもある。トロという名前は、ネコが好きな魚に関係があり、また呼びやすいものとして選ばれた。井上という姓は、どこでもいっしょのデバッグを行っていた人が、なぜかこのキャラクターを「井上」と呼んでいたことに由来する。ゲーム内での設定では、井上寿司の主人に拾ってもらったことからという設定。語尾に「ニャ」をつける。ボタンつけ3級の資格を持つ。初代では話の途中で無視をすると、ポケピで唯一泣き出す。また全ポケピの中でも非常に落ち込み易い。
 ジュン（本名：三原ジュン）
8月28日生まれ。O型。好物はカレー、ラーメン。カラオケとテレビが大好きなウサギ。自称・恋愛の達人（恋愛の旅人）。芸能ネタやうわさ話に敏感。歌う事が大好きで、将来の夢は紅白出場。現代っ子らしく口調も女子高生のような感じ。愛について語りたがる。可愛いだけでなく毒を持ったキャラクターであるため、三原じゅん子にあやかった名前を付けられた。語尾に「ウサ」、「ピョン」、たまに「～ッス」をつける。カラオケ2級の資格を持つ。
 リッキー（本名公表せず）
1月4日生まれ。AB型。好物はハチの子とプロテイン。世界一の格闘家を志すカエル。地方出身のためか、「オラが…」「…ダス!」など言葉に訛りが見られる。全国各地をさすらっており、様々な体験談を語る。歴史に詳しく、毎日のスパーリングをかかさない。ニオイフェチ。リッキーという名前は、往年のプロレスラー力道山に由来している。覆面レスラー風に本名は非公開とされた。語尾には「ダス!」以外にも「ケロ」をつける。教員免許を持つ。初代では一度怒り出すと、ピエールに並んで長く怒る。
 ピエール（本名：山本ピエール）
11月14日生まれ。自立するために実家をでてきた、オネエ言葉が特徴のイヌ（自称、乙女）。A型。好物はハーブティとホッケ。占いや心理テストをよくやる。花言葉や外国語に詳しい。温厚な性格ではあるがまれに逆上することもあり。パリで一人暮らしをすることが夢。5人のポケピ中、唯一両親が健在（なのが判明している）。名前の由来はママンがフランス留学中に恋に落ちた相手の名前だと言っている。タロット占い4級の資格を持つ。初代ではリッキー同様一度怒ると長い。PocketStationでは怒ったり落ち込んでいる時は、話し掛けるとスズキのように画面右からゆっくり歩いて登場する。
 スズキ（本名：R・スズキ）
9月13日生まれ。血液型は「TYPE B5W-40」。大好物は今川焼きで作るのも得意。真面目で堅物、理論派で理屈っぽい性格の自称「高性能ロボット」。経済や哲学についての知恵を披露してくる。ぐるぐる回る四面フェイスは右回りに「ノーマル」、「笑い」、「放心」、「狂乱」。知識が豊富で格言・名言も語るが、間違った解釈をしている事も。発明するために日々研究に励んでおり、ノーベル賞受賞が将来の目標。過去のSF作品に出てくるロボットが頭文字に「R」がつくことから、名前に「R」が付けられた。「スズキ」の名前の由来は不明である。スズキを作った博士は鹿児島出身（トロ・ステーション2008年6月23日配信より）。英検3級、4級船舶、ボイラー技師免許の資格を持つ。初代では、ポケットステーションの画面ではポケピで唯一、感情がどのような時であれ話し掛けると画面右からゆっくり歩いて登場する。
クロ
誕生日不詳。黒猫。初代『どこでもいっしょ』には登場していないが、『-どこでもいっしょ- トロといっぱい』で「ノラネコのクロ」として初お披露目。以後、『レッツ学校!』や『まいにちいっしょ』などの作品に登場し、「6人目のキャラクター」としての立ち位置を確立する。長らく「ポケピ」には含まれないとされていたが、『トロともりもり』発売を機会に公式サイトでも晴れて「ポケピ」として扱われるようになった。『トロといっぱい』では大勢の名無しの「クロ」が登場するが、当初は人間を嫌っており、人間と仲良くするトロを疎ましく思っていた。『レッツ学校!』では校長先生として登場、『まいにちいっしょ』の『トロ・ステーション』ではトロと共にメインキャスターに起用され（これは今までの「クロ」とは別個体、蝶ネクタイで区別する（キャラクターデザイン BeXide,Inc.Web参照））、雑学からサブカルチャーネタまで巧みに操る酒とギャルとギャンブルが好きなオヤジキャラを発揮している。
 ソラ
誕生日・血液型ともに不詳。好物は青リンゴとジャージャー麺。空色の模様が特徴的なネコ。『トロとパズル』で旅館「そらや」の看板猫として初登場。海と山に囲まれた温泉街、天つ空町（あまつそらまち）で生まれ育った飼い猫で、人間の飼い主を「お姉ちゃん」と呼んで尊敬しており、町のあちこちでアルバイトをかけ持ちしながらお姉ちゃんの帰りを待ち続けていた。困った人を助けずにはいられない性格だが、無理をしすぎてしまう事も。将来の夢は「天つ空町を観光客の笑顔でいっぱいにし、旅館そらやを繁盛させること」。名前の由来は、「青い空のようにキレイな猫だね」とお姉ちゃんに名付けられたことからという設定。まくら投げ5級の資格を持つ。語尾に「じャ」、疑問文では「〜や」「かや」をつける。同じネコのトロやクロとは耳の形が異なる（トロとクロが縦長で真っ直ぐ伸びているのに対し、ソラは少し短く、やや外側に向かって伸びている）。

## ポケピの部屋
初代でポケピが暮らしている部屋。畳が敷かれており出入り口は襖など典型的な和室。一度一緒に暮らすポケピを決定すると、以降はタイトル画面で「お部屋にいく」を選ぶとその度に廊下から入って来る。ここからプレイヤーはポケピに言葉を教えたり贈り物をしたりしながら一緒に過ごす。1日が過ぎる毎に部屋の装飾品や家庭用品が増える。ポケピによって部屋の装飾品は若干異なり、例えば狸の置物が置かれる事もあれば、人体模型が置かれる事もある。また、背面のポスターの柄も違って来る。その他、冬の時期にはストーブが置かれるなど、季節によっても装飾品は変化する。更に、部屋の外からは消防車やパトカーのサイレン音、猫の鳴き声、車の走る音など環境音が聞こえて来る。
出入り口のすぐ傍には奥側に冷蔵庫、手前にゴミ箱が置いてあり、コントローラーの○ボタンを押さずに放置をすると、ポケピは自分で自由行動を取るが、冷蔵庫を開けて飲み物を取り出して飲む事がある。飲み終わった後はその缶を手前にあるゴミ箱に捨てる。なお、この動作の間に操作を行っても、ゴミ箱に缶を捨てる動作が終わるまでポケピは反応しない。部屋の奥にはテレビやゲーム機も置いてあり、ポケピはこれらも観たりプレイしたりする。更に、奥側にはステレオが置いてあり、それも聴いたりする。ちなみにテレビで流れる落語は「道具屋」。
部屋を出た先にある廊下には、奥側にトイレ、右側に風呂場があり、ポケピは部屋を出てそこで用を足したり浴槽に浸かったりする事もある。この時には一切の操作が効かず、ポケピが部屋に戻るまでは見ているしかない。風呂場の浴槽には常にお湯が入っている。シャワー用品もあるがポケピがそれらを触る事は無く、浴槽から出ると体を震わせた後、部屋に戻る。
夜の8時をまわるとポケピは就寝時間となり、そのまま放って置くと電気を消して眠る。この時間以降に○ボタンを押しても普通に会話は可能であり、特に差し支えは無い。寝ている最中に○ボタンを押すと「おこす」「やめとく」と書かれた選択肢が現れ、「おこす」を選ぶとポケピは起き出す。この後も、やはり普通に会話が可能である。また、就寝時間になると絵日記が書かれており、メニューの「えにっき」で読む事が出来る。この時、その日に会話を全くしなかった場合（ポケットステーションにおける会話は含まない）や、会話はしたが回数が少なかった場合は、絵（写真）が挿入されず一言のみ書かれる（いずれも寂しがっている文章）。
この流れで全10日を過ごし、10日目に差し掛かると、ポケピが「次の日の朝までには部屋に連れて帰って」という台詞を言う。そして11日目に部屋に入ると、そのまま別れを惜しむ台詞を口にし、専用のBGMが流れる。その後ポケピはそのまま部屋を出て行き、この時点でゲームは完全終了しスタッフクレジットとなる。ポケピが居なくなった部屋にも入る事が出来、その場合部屋の装飾品はそのままになっており、環境音だけが聞こえる状態となる（この場合、季節が変わっても装飾品がそのまま）。プレイヤーはここからまた新しいポケピを選び、ゲームを再開する事となる。

## シリーズ
| 1999 | どこでもいっしょ                             |
| 2000 | こねこもいっしょ                             |
| 2001 | iモードもいっしょ                            |
| 2001 | トロと休日                                   |
| 2002 |                                              |
| 2003 | -どこでもいっしょ- 私なえほん                |
| 2004 | -どこでもいっしょ- トロと流れ星              |
| 2004 | -どこでもいっしょ- トロといっぱい            |
| 2004 | PSP版・どこでもいっしょ                      |
| 2005 |                                              |
| 2006 | -どこでもいっしょ- レッツ学校!               |
| 2006 | まいにちいっしょ                             |
| 2007 | -どこでもいっしょ- レッツ学校!トレーニング編 |
| 2008 | まいにちいっしょ ポータブル                  |
| 2009 | トロともりもり                               |
| 2009 | 週刊トロ・ステーション                       |
| 2010 |                                              |
| 2011 | みんなといっしょ                             |

### こねこもいっしょ
2000年1月27日に発売された、『どこでもいっしょ』の追加ディスク。こねこ時代のトロと遊べる。基本システムはそのままに、ストーリーが刷新されている他、この作品で遊んだデータをそのままどこでもいっしょに引き継げるなどの追加要素が盛り込まれている。時代設定が昔のため、部屋の中のコンポが古かったり、暖炉がついていたりする。他に、こねこのため、ドアに猫専用の穴がついている。会話はお遊戯や童話など子供らしい話題が多い。こねこトロは最初は捨て猫であり、言葉をたくさん覚えれば学校へ通ってお友達を作れるようになると思っていたが、自分が猫であることは自覚していなかった。ある時真実を知り人間になりたいと願うようになる。10日目を迎えると旅立つ流れは同じだが、オリジナル版と違い一度戻って来る。その後二日過ごした後、前述の理由で本当に旅に出る。この後どこでもいっしょ本編の「お部屋にいく」を選択すると、「成長して主人の元へ帰って来た」という設定で本作の大人のトロがやって来る。その日の1日目の絵日記は内容が変わる。

### iモードもいっしょ
2001年5月24日に発売された、追加ディスクの第2弾。NTTドコモのiモード対応携帯電話とPlayStation（次世代機『PlayStation 2』でも繋ぐことが可能。）を繋ぐ事で、遠く離れた友人と名刺交換やしりとりが出来たり、スケジュール帳機能が使えたりした。※サービスは現在終了している。

### トロと休日
2001年11月29日に発売された、PlayStation 2用ゲーム。実写で再現された港町をトロと一緒に散策、様々な人に出会ったりしながら、トロと会話して想い出作りを行っていく。モデルとなった街が三浦半島近辺であり、主要路線である京浜急行電鉄とコラボレーション企画を行っている（後述）。

### -どこでもいっしょ- 私なえほん
2003年4月24日に発売された、PlayStation 2用ゲーム。話を読み進めながら、プレイヤーが挿し絵や言葉を入力していく事で、自分だけの絵本を作り上げていく。

### -どこでもいっしょ- トロと流れ星
2004年4月1日に発売された、PlayStation 2用ゲームで、どこでもいっしょ5周年企画第1弾。トロと一緒に流れ星のかけらを探しにいくアドベンチャーゲーム。
なお、『トロと休日』からこの『トロと流れ星』までは、原作ゲームの製作元である株式会社Bexide（旧ボンバーエクスプレス）の製作ではない。

### -どこでもいっしょ- トロといっぱい
2004年9月2日に発売された、PlayStation 2用ゲームで、どこでもいっしょ5周年企画第2弾。空き地に住むようになったトロに言葉を教えていくが、言葉がノラネコの「クロ」達に伝わり、やがて空き地がプレイヤーの言葉で一杯になっていく。同作以降5人のポケピと共にシリーズ作品に登場する「クロ」のデビュー作。

### -どこでもいっしょ- レッツ学校!
2006年6月15日に発売された、PlayStation Portable用ゲーム。学校が舞台で、プレイヤーは学校の先生となり、生徒である5人のポケピと入学から卒業までの1年間を過ごす。5人のポケピが一堂に揃って絡み合うのはこのタイトルが初となる。『どこでもいっしょ』PSP版のセーブデータとの連動が可能となっている。『サルゲッチュ』のピポサルも特別出演。
2007年12月20日には、部活動（ミニゲーム）を「トレーニング」としてクローズアップした『-どこでもいっしょ- レッツ学校!トレーニング編』が発売された。

### まいにちいっしょ
PlayStation 3専用ネットワークサービス「PlayStation Network」のコンテンツ配信サービス「PlayStation Store」で、2006年11月11日から2009年11月11日まで無料配信されたコンテンツ。トロなど「どこでもいっしょ」のキャラクターが毎日さまざまな情報を提供するとともに、出題されたクイズに答えるなどのコミュニケーションをとることが可能。
また、PSP版の『まいにちいっしょ ポータブル』が2008年10月15日より配信開始された。
2010年5月31日サービス終了。

### トロともりもり
2009年4月に公式サイトにて「どこでもいっしょ」シリーズ最新作の開発を告知、2009年5月にタイトルを正式発表した。シリーズ10周年記念作品として2009年7月23日に発売された。市販ソフトとしては初めてPlayStation 3向けの作品となる。初代『どこでもいっしょ』のエンドシーンから始まるストーリーモードをゲームの中核とし、『まいにちいっしょ』で配信されたコスプレゲームを元にした、30種類以上のミニゲームをプレイできるパーティゲームとなっている。

### 週刊トロ・ステーション
『まいにちいっしょ』の後継として2009年11月11日からPS3、PSPにて無料（一部有償）配信されていたコンテンツ。『まいにちいっしょ』内のコンテンツ、『トロ・ステーション』をメインに据え、週刊にリニューアルした。
2013年3月28日サービス終了。

### みんなといっしょ
PlayStation Vita用に2011年12月17日より配信されていた、コミュニケーションソフト。アバターや名刺データを登録し、友達を増やしていく。また、『週刊トロ・ステーション』で配信されているニュースコンテンツを見ることも可能。
2015年3月31日サービス終了。

## ケータイ・スマートフォンアプリ

### -どこでもいっしょ- トロのお話しアプリ
2006年5月18日よりEZアプリ (BREW)（EZweb）で配信されていた。月額315円。PlayStation用ソフト『どこでもいっしょ』の携帯電話版。待ち受けアプリとして動作する他、登録したスケジュールと連動する機能もある。『レッツ学校!』とパスワードで連動する。
2008年1月16日にはS!アプリ（Yahoo!ケータイ）でも配信していた。

### トロのお話しアプリ ムネきゅんなのニャ
2006年11月6日よりiアプリ（iモード）で配信されていた。月額315円で、FOMA901i / 703iシリーズ以降に対応している。『-どこでもいっしょ- トロのお話しアプリ』のiアプリ版。こちらも『レッツ学校!』とパスワードで連動する。

### トロフォトスタジオ
2007年8月9日にiアプリで、2008年1月10日にEZアプリ (BREW) にて、どこでもいっしょモバイル内で配信されていた （どこいつモバイルの会員専用、ポイント消費でダウンロード可能）。携帯電話のフォト機能と連動した画像処理アプリ。

### こまった時のトロまかせ
2007年12月20日よりiアプリで配信していた。月額315円。ケータイのマイク機能を使って遊ぶ。

### こねこトロのお話しアプリ
2007年12月28日よりEZアプリ (BREW) で配信されていた。上述の『トロのお話しアプリ』と共通で月額315円。『こねこもいっしょ』の携帯版。
2008年5月1日にiアプリで、2008年7月1日にはS!アプリでも配信していた。

### トロのまいにち絵日記
2010年7月1日よりiモードFOMA703i/903i以降、Yahoo!ケータイ810/810以降、EZweb BREW端末で配信されていた。月額315円。初代「どこでもいっしょ」を初めとした過去のシリーズにも登場したような絵日記を各ポケピが毎日交代で配信。絵日記に対する感想などをトロとお話しもできる。始める際にクロも誘われたものの、面倒臭がり参加していないという設定。利用登録をすると追加料金なしで過去のケータイアプリをプレイ可能になる。

### 漫画劇 トロの天下猫
2011年5月19日よりiモード、EZweb、Yahoo!ケータイで配信されていた。月額315円。戦国時代を舞台にして、足軽のトロが天下統一の末に人間になることを目指す。

### トロとパズル 〜どこでもいっしょ〜
どこでもいっしょシリーズ20周年記念作品として2019年に配信のスマートフォン（iOS・Android）向けパズルゲーム。同年6月10日よりiOSのクローズドβテストを実施。同年10月1日より正式リリース・サービス開始、2021年5月10日サービス終了。

## 派生作品

### トロメール
2001年3月1日から2002年8月31日にかけて行われた、SCEI運営による無料サービス。登録したメールアドレス宛に毎日1回トロのつぶやきが届く。オリジナルのどこでもいっしょと同様に、ユーザが設定した単語を組み合わせるため、内容はユーザごとに異なる。

### トロとタイピング
2002年に発売されたWindows用タイピングソフト。発売元：メディアクエスト。

### 温泉もいっしょ
2004年に発売されたWindows用タイピングソフト。

### どこでもいっしょ 〜トロのおさかにゃ釣り〜
2006年6月にアミューズメント施設で稼動を開始したメダルゲーム、カプコン製。トロが釣りをするというシチュエーションのもと、プレイヤーがうまくメダルを投入してたくさん魚を釣り上げていくというもの。

### どこでもいっしょ 道案内はトロにおまかせなのニャ!
2009年9月10日発売のGPSソフトMAPLUS ポータブルナビ3用着せ替えデータ。トロがナビゲーションをするようになる。MAPLUS公式サイトからのダウンロード販売。

## コラボレーション企画
- 2000年から2001年にかけて、「カルピスウォーター」のイメージキャラとして起用され、CMでは酒井彩名、平山あやと共演した。カルピスウォーターとはそれ以降も定期的にグッズや期間限定ラベルなどのコラボレーションを行っている。
- 2001年9月から10月にかけて、京浜急行電鉄のキャンペーンキャラクターとなり、記念1日フリー切符の発売やキャンペーン電車トロ号の運行を行った。このキャンペーンが大成功だった事を受けて、同年12月には品川駅にトロの銅像が建てられ、記念パスネットも発売された。
- 2001年10月2日から2007年9月28日まで、フジテレビ系『めざましテレビ』にて「トロと旅する」というトロ達が全国各地を巡るコーナーが放映された。2004年には占いコーナー「トロ占い」も始まる（2007年3月30日に終了）。またフジテレビの各種イベントにもトロやどこでもいっしょ関連のブースが設置された。
- 2001年11月から12月にかけて、代官山プラースで「トロと休日」発売記念のコラボレーションカフェを開店、12月には記念のトロをかたどったクリスマスツリーが設置された。
- 2007年より、ハイポネックスジャパン「植物のサプリ」のテレビCMにトロが起用され、キャンペーン景品などにも採用されている。
- 2009年6月15日よりニコニコ動画内に公式チャンネル「とろちゃ」を開設、プロモーションビデオやオリジナルの動画の配信を行うほか、ニコニ・コモンズでトロやポケピなどの公式画像・動画・音声データの提供を開始、ユーザーによる動画の投稿を受け付けている。
- 2010年4月22日よりPlayStation Home内に「週刊トロ・ステーション ラウンジ」がオープン。週トロでトロが住む町が再現される。
- 2010年12月3日よりmixiにトロの公式アカウントが開設されている。
- 2012年、PS3・PS Vita・Xbox 360、PlayStation Vita、Windowsで発売された『ストリートファイター X 鉄拳』にトロとクロが登場する。
- 2013年2月28日よりPS Vita版『ファンタシースターオンライン2』対応アップデートに合わせ、トロとクロがNPCとして実装。PS Vitaでのログイン時のみゲームロビーに出現するほか、所定の条件をクリアすることでPC版/PS Vita版のいずれでもクエストへ連れて行けるようになる。
- 2014年8月20日よりPS3版・PS Vita版『モンスターハンター フロンティアG』にて、トロとクロをモチーフにしたプレミアムキット「どこでもいっしょキット」が販売される。
- 2014年9月25日、PS Vita『絶対絶望少女 ダンガンロンパ Another Episode』にトロとクロが登場する。
- 2015年12月7日-2016年1月5日、『エースコンバット インフィニティ』とのコラボレーションで、トロとクロにちなんだゲーム内アイテムを配布する。
- 2023年10月17日、『アーマード・コアVI ファイアーズオブルビコン』において、トロの表情（通常・喜び・驚き）をモチーフにしたイメージIDがPlayStation公式Xアカウントより配布される。
- 2024年2月22日-5月21日の間、ビサイド開発『幻日のヨハネ - NUMAZU in the MIRAGE -』にて、ゲーム内で使用できる「トロ帽子」が、PS5版限定で無料DLCとして配信される。